# Boechera davidsonii
Boechera davidsonii är en korsblommig växtart som först beskrevs av Edward Lee Greene, och fick sitt nu gällande namn av N. Holmgren. Boechera davidsonii ingår i släktet indiantravar, och familjen korsblommiga växter. Inga underarter finns listade i Catalogue of Life.